# كيفن سميث (ممثل)
كيفن سميث (بالإنجليزية: Kevin Smith)‏ هو ممثل نيوزلندي، ولد في 16 مارس 1963 بأوكلاند في نيوزيلندا، وتوفي في 15 فبراير 2002 ببكين في الصين. بدأ مشواره المهني سنة 1987.

## وصلات خارجية
- كيفن سميث على موقع IMDb (الإنجليزية)
- كيفن سميث على موقع ميوزك برينز (الإنجليزية)
- كيفن سميث على موقع أول موفي (الإنجليزية)
- كيفن سميث على موقع قاعدة بيانات الفيلم (الإنجليزية)